# Anoura fistulata
Espèce
Statut de conservation UICN

 DD  : Données insuffisantes
Anoura fistulata est une espèce de chauve-souris glossophage décrite en 2005. Elle joue un rôle actif dans la pollinisation de certaines plantes dans les Andes, en Équateur. Sa langue peut atteindre 6 à 8,5 cm, soit une fois et demie la longueur de son corps.
D'après Nathan Muchhala, de l'université de Miami (Floride), l'un des descripteurs de l'espèce, la langue de ce mammifère est tellement longue qu'elle part d'une cavité située entre le cœur et le sternum.
Anoura fistulata est une chauve souris qui se nourrit de nectar. Elle semble être le seul pollinisateur d'une fleur, Centropogon nigricans, dont la corolle a 85 mm de profondeur. Il est possible que la chauve-souris et la plante aient évolué en parallèle, l'une s'adaptant constamment à l'évolution de l'autre. Ce phénomène avait déjà été évoqué par Charles Darwin à propos d'une orchidée malgache du genre Angraecum.

## Source
- Muchhala, N., Mena V, P. & Albuja, V, L. 2005. A new species of Anoura (Chiroptera: Phyllostomidae) from the Ecuadorian Andes. Journal of Mammalogy 86(3):457-461.